# Bactrocera indonesiae
Bactrocera indonesiae är en tvåvingeart som beskrevs av Drew och Albany Hancock 1994. Bactrocera indonesiae ingår i släktet Bactrocera och familjen borrflugor. Inga underarter finns listade.